# Konrad Fiedler
Konrad Fiedler někdy psaný i Conrad, (23. září 1841 Oederan – 13. června 1895 Mnichov) byl německý teoretik umění.
Vystudoval práva, po krátkém působení v advokátní kanceláři však tohoto povolání zanechal a věnoval se umění. Jako kritik, sběratel a mecenáš procestoval Evropu a Blízký Východ. V Římě se seznámil s Hansem von Maréesem a Adolfem von Hildebrandem a stal se jejich přítelem a podporovatelem. Roku 1876 se oženil s Mary Meyerovou, dcerou historika umění Julia Meyera. V roce 1880 se manželé usadili v Mnichově. Zde se Fiedler mimo jiné přátelsky stýkal se skladatelkou Ethel Smythovou. Zemřel následkem pádu z balkónu.
Fiedler je považován za teoretického průkopníka nového chápání moderního umění. Na základě Kantovy a Schopenhauerovy filozofie vytvořil představu autonomního uměleckého díla, jehož pravdivost není automaticky rovná přímočarému realismu zobrazení. Tím otevřel možnost hledání nového výtvarného projevu. Mimo jiné ovlivnil umělce jako byli Paul Klee a Vasilij Kandinský nebo teoretiky jako Heinrich Wölfflin a Carl Einstein.

## Externí odkazy

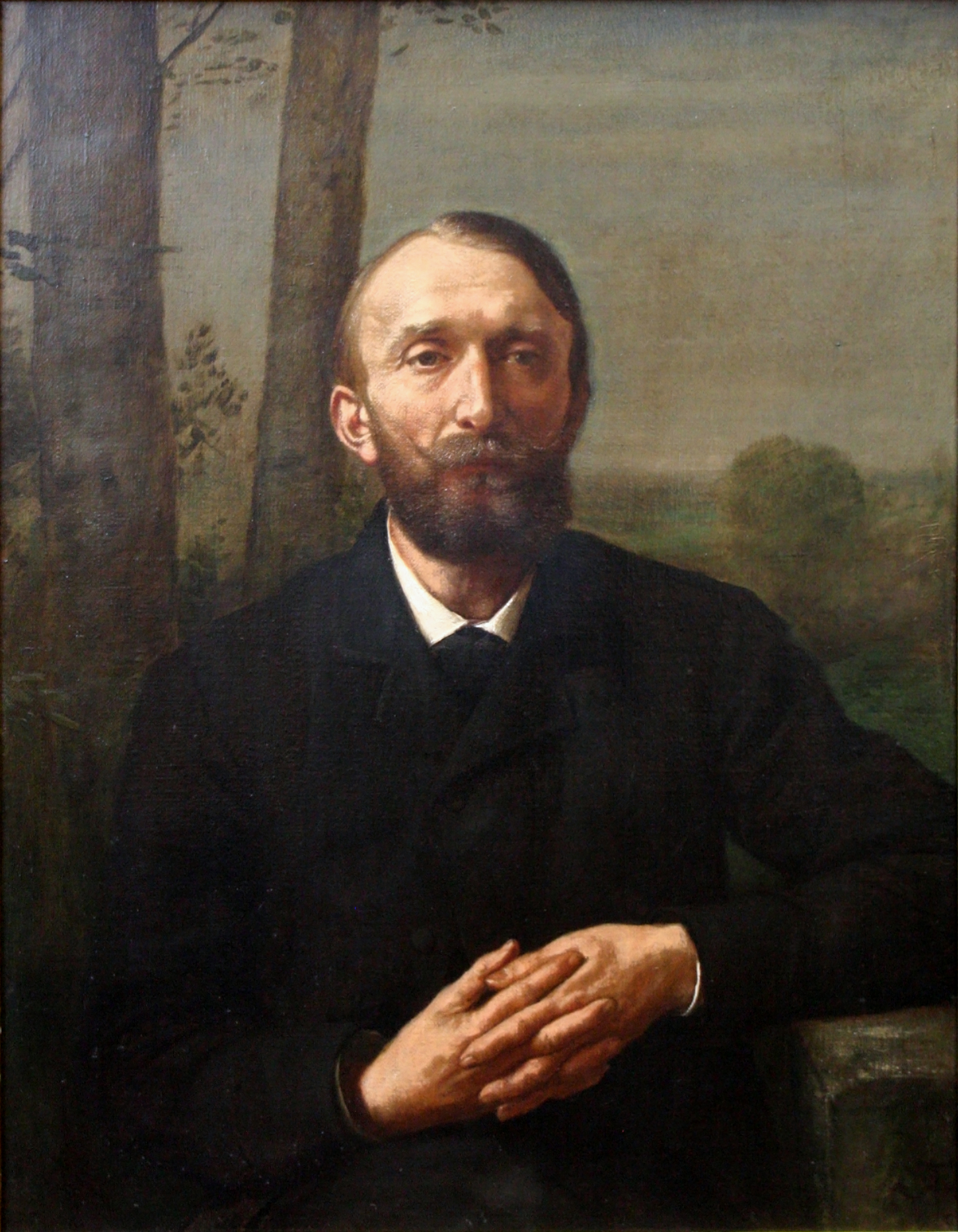
Hans Thoma: Konrad Fiedler (1884)